# Rudolf Bürger
Rudolf Bürger (n. 31 octombrie 1908, Timișoara – d. 20 ianuarie 1980) a fost un fotbalist român de etnie germană, care a jucat în echipa națională de fotbal a României la Campionatele Mondiale de Fotbal din 1930 (Uruguay), 1934 (Italia) și 1938 (Franța).